# Lopskaja
Die Lopskaja (russisch Лопская) ist ein Fluss in der Republik Karelien und in der Oblast Murmansk in Russland.
Der 106 km lange Fluss hat ein Einzugsgebiet von 2760 km² und
mündet in den Kowdosero. Entlang ihres Flusslaufs trägt die Lopskaja verschiedene Flussnamen. Der Oberlauf der Lopskaja heißt Mjugra (russisch Мюгра) und entsteht östlich des Pjaosero auf 151 m Höhe in dem See Mjugro (russisch Мюгро). Der Fluss fließt in östlicher Richtung zum See Werchneie Schapkosero.
Der Fluss wechselt dann seinen Namen in Bolschaja (russisch Большая) und mündet von Süden kommend in den See Tikschosero.
An dessen Nordufer verlässt der Fluss den See und spaltet sich in zwei Arme auf, dem östlichen Pudos (russisch Пудос) und der westlichen Wintscha (russisch Винча), die beide zum Notosero abfließen.
Als Tjulle (russisch Тюлле) verbindet die Lopskaja den Notosero mit dem nördlich gelegenen See Lopskoje, ab welchem der Fluss dann Lopskaja heißt und den See Paschma durchfließt und schließlich im Kowdosero endet.
Durch Aufstau der Kowda in den 1950er Jahren entstand eine Seenlandschaft, welche vom ursprünglichen Kowdosero im Norden bis zum Notosero im Süden reicht. 
Ferner wird der Abfluss aus dem Tikschosero saisonal reguliert.